# Francisco Cândido de Castro Meneses
Francisco Cândido de Castro Meneses (Crato, 4 de maio de 1810 — Porto Alegre, 29 de dezembro de 1875) foi Chefe-de-divisão da Marinha do Brasil.

## Biografia
Filho primogênito de Manuel do Nascimento Castro e Silva, futuro ministro da Fazenda e senador do Império, e de Margarida Joaquina de Cortona Castro e Silva, nasceu na então vila do Crato, ao sul da província do Ceará, onde seu pai era escrivão civil e do crime. Eram seus irmãos o também militar Augusto César de Castro Meneses e Manuel Elisiário de Castro Meneses, ministro do Supremo Tribunal de Justiça. Pelo lado paterno, era sobrinho do major João Facundo e de José de Castro e Silva, que governaram a província do Ceará interinamente.
Francisco Cândido foi chefe de divisão da Armada brasileira, oficial de reconhecido mérito, que relevantes serviços prestou à causa da integridade do Sul, onde fez toda a campanha. Comandou as flotilhas do Rio Grande, Mato Grosso e a Divisão de Uruguaiana. No início da década de 1850, como capitão-tenente da Armada, foi encarregado pela demarcação e pela planta da povoação de Santa Cruz, atual município gaúcho de Santa Cruz do Sul.
Casou-se em 28 de maio de 1842, em Porto Alegre, Rio Grande do Sul, com Maria Raquel Fróes da Silva, filha de Gaspar Fróes da Silva, o patriarca da família Fróes no Brasil, natural de Castelo Branco, Portugal, e de Felicidade Perpétua de Sá, de cuja união nasceram quatro filhos. Falecida Maria Raquel em 5 de novembro de 1861, passou a segundas núpcias em 27 de dezembro de 1863, com Maria José Pinheiro de Castro Meneses, filha do senador Visconde de São Leopoldo.
Faleceu aos 65 anos, em Porto Alegre, devido a problemas cardíacos; seu corpo foi encomendado pelo cura Hildebrando de Freitas Pedroso.

### Condecorações e honrarias
Era condecorado com o hábito do Cruzeiro (decreto de 25 de março de 1841), o oficialato da Rosa (dec. de 2 de dezembro de 1845), o hábito da Imperial Ordem de São Bento de Avis (dec. de 11 de outubro de 1848) e a comenda da Ordem da Rosa (11 de março de 1868), essa última condecoração lhe foi concedida por serviços prestados na Guerra da Tríplice Aliança. 